# Tranekær Sogn
Tranekær Sogn ist eine Kirchspielsgemeinde (dän.: Sogn)
auf der Insel Langeland im Großen Belt im südlichen Dänemark.
Bis 1970 gehörte sie zur Harde Langelands Nørre Herred im damaligen Svendborg Amt, danach zur Tranekær Kommune im
Fyns Amt, die im Zuge der  Kommunalreform zum 1. Januar 2007 in der
Langeland Kommune in der Region Syddanmark aufgegangen ist.
Im Kirchspiel leben 197 Einwohner (Stand: 1. Januar 2023).
Im Kirchspiel liegt die Kirche „Tranekær Kirke“ und das Schloss.
Nachbargemeinden sind im Norden Bøstrup Sogn und im Süden Tullebølle Sogn.

## Geschichte
Tranekær war von 1200 bis 1645 ein Lehnsgut der dänischen Krone, mit dem 1241–1375 die Herzöge von Schleswig belehnt waren, ab 1524 der Reichsmarschall Otte Krumpen, 1618–1621 der norwegische Statthalter Enevold Kruse, ab 1645 der schleswig-holsteinische Statthalter Graf Christian zu Rantzau. Eigentümer ab 1663 wurde dessen Schwiegersohn, der Statthalter und dänische Kanzler Graf Friedrich von Ahlefeldt und seither bis heute dessen Nachfahren, die Grafen von Ahlefeldt-Laurvig. Die Literatin Elisa von Ahlefeldt wurde 1788 in Tranekær geboren.

## Schloss Tranekær
Das Schloss ist seit dem 13. Jahrhundert bekannt und soll das älteste durchgängig bewohnte Haus Dänemarks sein. 1948–1949 wurde die Fassade renoviert und mit Englisch-Rot gestrichen.
Die heutigen Besitzer, das Grafenpaar Mette und Christian Ahlefeldt-Laurvig, bewohnt mit seinen sechs Kindern das Schloss, das deswegen nur zu wenigen festen Terminen im Juli und August jeden Jahres besichtigt werden kann. Business-Aufenthalte sind auch außerhalb dieser Zeit gegen Entgelt möglich.
Die zugehörigen Güter umfassen 1.733 ha Wald, Wiesen- und Ackerland. Es werden Jagden auf wilde und ausgesetzte Fasanen veranstaltet.
Im Schlosspark, der rund 83 ha umfasst, befinden sich ein medizinischer Kräutergarten sowie die ständige Ausstellung TICKON (Tranekær Internationale Center for Kunst Og Natur), die meist monumentale Installationen von 20 dänischen und internationalen site-specific art-Künstlern beinhaltet.

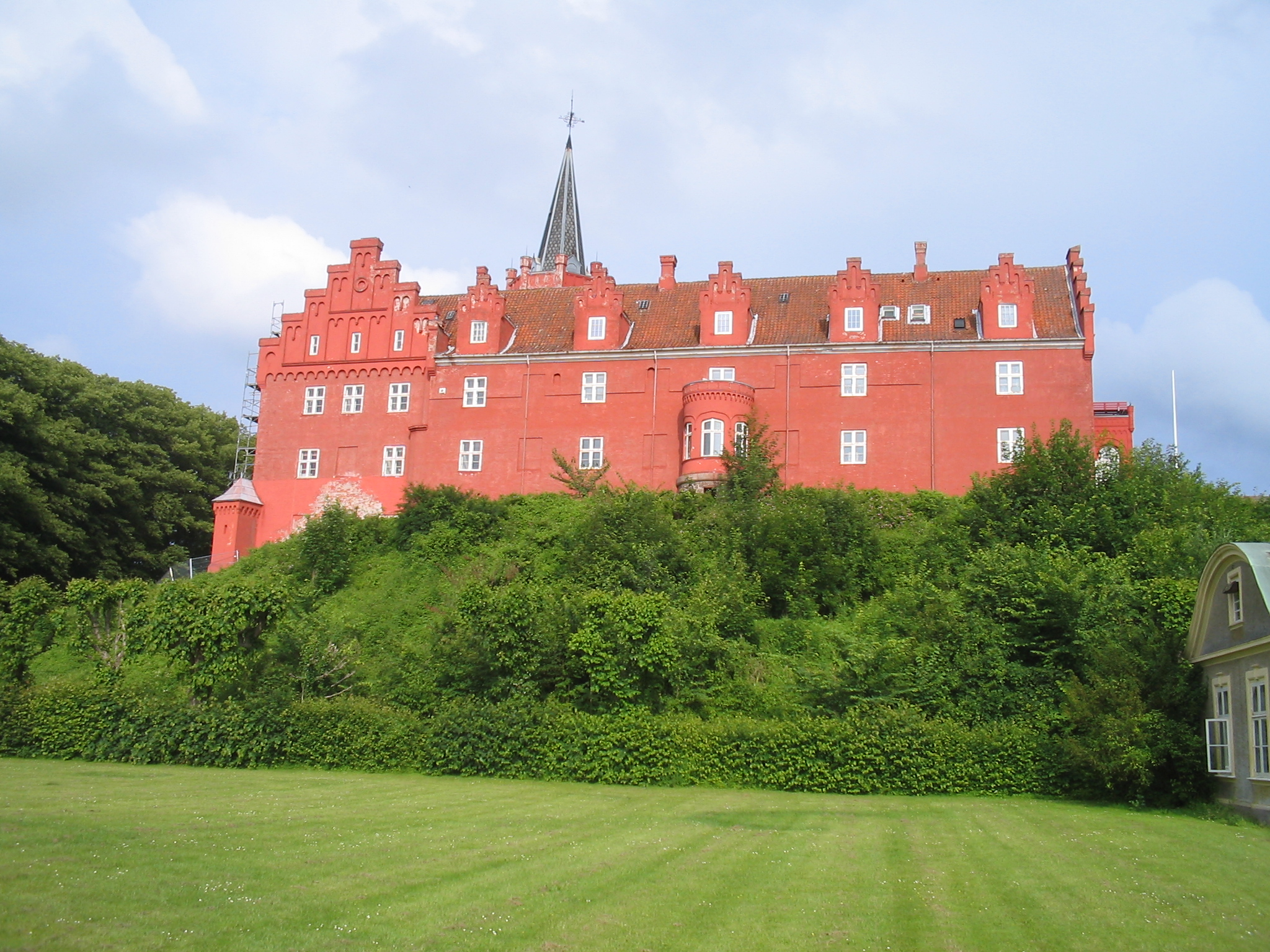
Schloss Tranekær
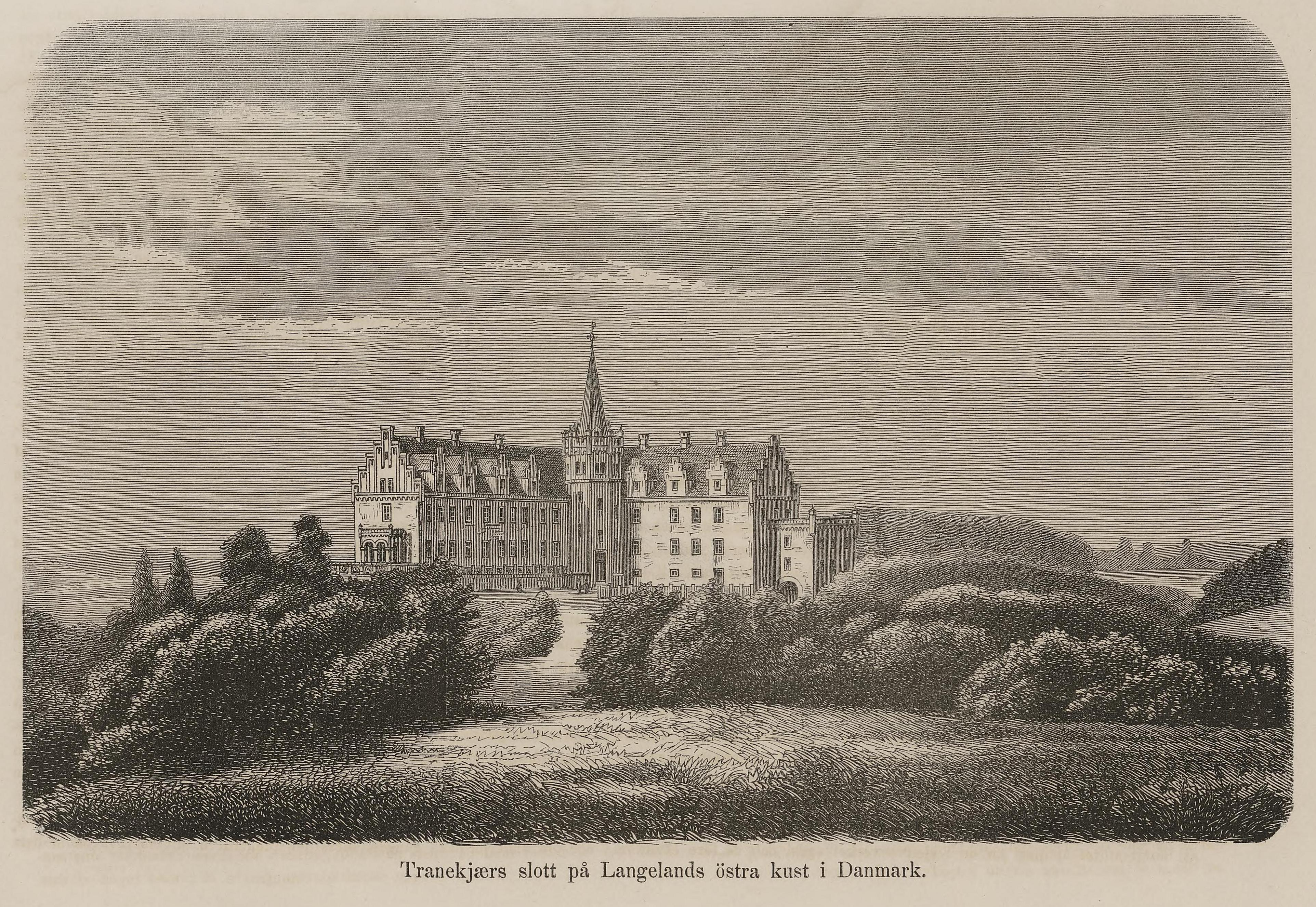
Schloss Tranekær (1868)
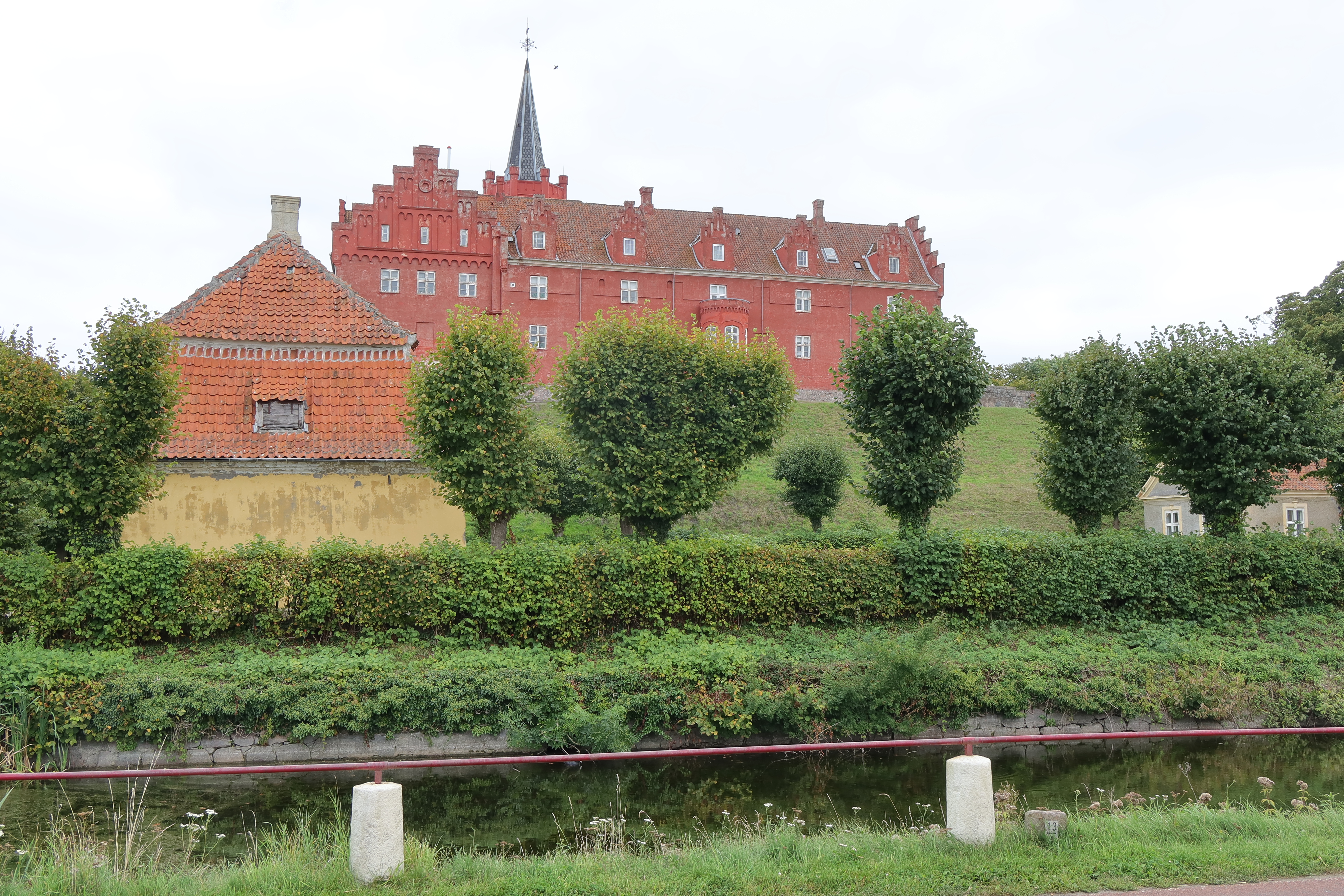
Die Zugangsseite von Schloss Tranekær
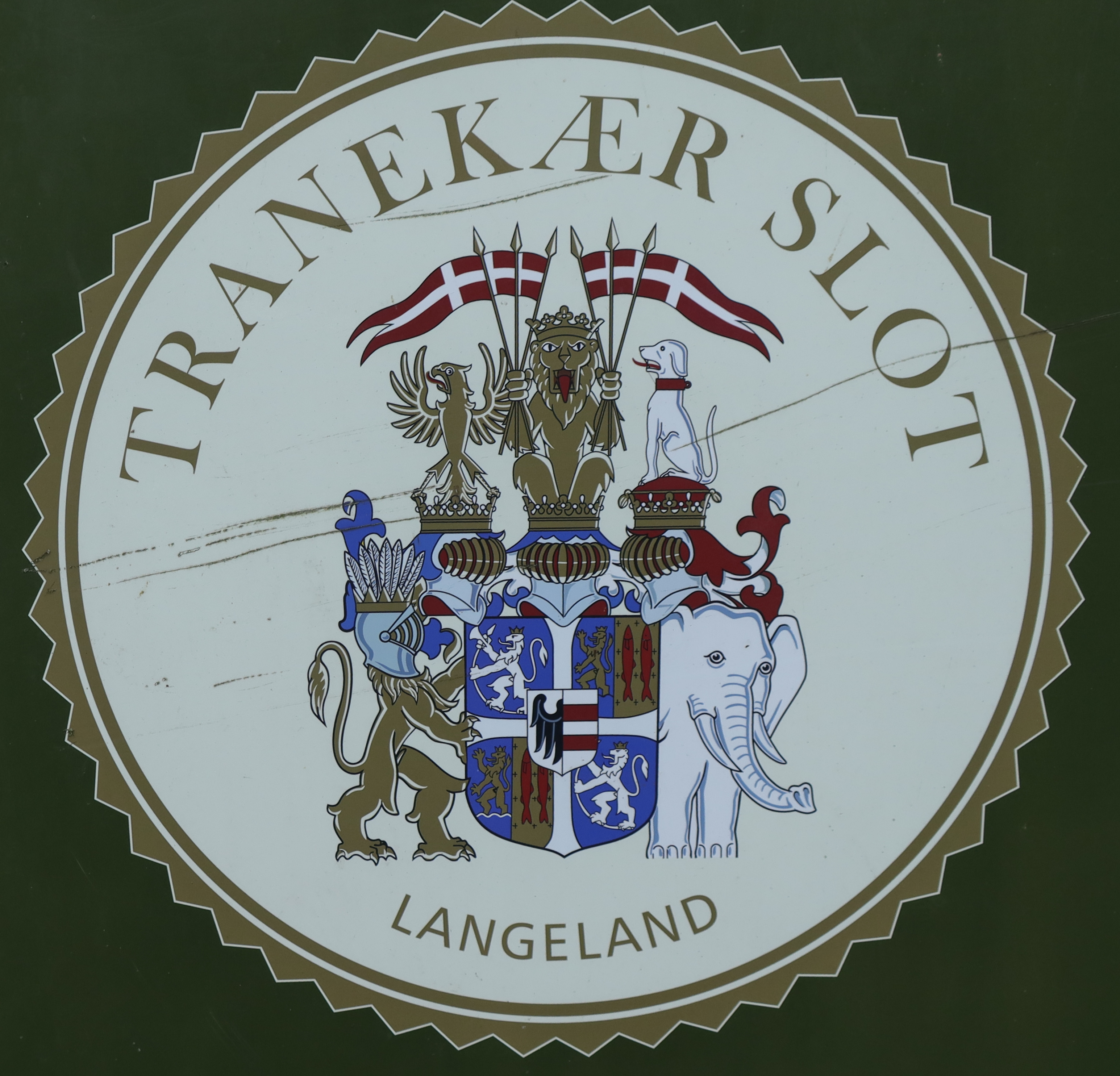
Das Wappen von Schloss Tranekær